# George Müller
George Müller (Kroppenstedt, 27 de setembro de 1805 - Bristol, 10 de março de 1898) foi um evangelista e missionário inglês. Foi um dos fundadores das Assembleias dos Irmãos, dirigiu orfanatos e fundou dezenas de escolas de caridade para crianças desamparadas.

## Primeiros anos e juventude
No início, sua vida foi marcada por roubos, jogos, mentiras, fraudes, entre outras atividades ilícitas, o que o levou à prisão com a idade de 17 anos.
Seu pai, buscando dar uma formação religiosa o inseriu na Universidade de Halle. Naquele lugar ele foi convidado para uma reunião entre os cristãos em uma casa, onde se reuniam para o estudo e a leitura da Bíblia. Isso causou um grande impacto em sua vida, o que levou Müller a se tornar evangelista e motivou sua vida de missionário.

## Obra de Müller
Tornou-se pastor em Devon, sudoeste da Inglaterra. Lá, ele rejeitou o salário regular pelo trabalho que realizava. Casou-se com Mary Groves, se mudando para Bristol, fundou a Instituição para a Promoção e Conhecimento das Escrituras, procurando ajudar os missionários e as escolas cristãs, bem como a distribuição de Bíblias.
George Müller foi um dos fundadores e membro do movimento dos Irmãos de Plymouth.
Ele e sua esposa começaram em 1836 em sua própria casa um albergue, inicialmente para trinta meninas. O trabalho continuou a crescer, a ponto de ser necessário construir um outro prédio, concluído em 1849, com capacidade para 300 crianças. Vinte e um anos depois, quase 2.000 crianças foram alojadas em cerca de cinco desses lares. Nessas casas, as crianças recebiam uma boa educação, boa comida e boas roupas, levando consigo Bíblias quando as deixavam.

## Müller como missionário
Mary Groves morre em 1870. Durante sua juventude, George Müller queria ser missionário, mas não teve condições por causa de uma doença. No entanto, depois de se casar com Sussanah Sanger em 1872, ele inicia uma série de viagens missionárias cujos destinos incluem os Estados Unidos, a Índia, a China e a Austrália. Retornando para a Inglaterra em 1892.
Müller morreu 10 de março de 1898.